# Ессентуки (станция)
Ессентуки́ — пассажирская железнодорожная станция Минераловодского региона Северо-Кавказской железной дороги, находящаяся в городе Ессентуки Ставропольского края. Станция расположена на двухпутной железнодорожной ветке Минеральные Воды — Кисловодск.

## Описание
Была открыта в 1893 году.
17 мая 1894 года открылось регулярное движение поездов на участке Минеральные Воды — Кисловодск. По другим данным, 14 мая 1893 года прибыл первый поезд до станции Ессентуки на железнодорожной ветке Минеральные Воды — Кисловодск. 6 августа поезда стали регулярно ходить уже до конечной станции «Кисловодск».
Электрифицирована вместе со всей веткой, в 1936 году на постоянном токе 1,5 кВ. В 1964 году переведена на напряжение 3 кВ, в 2006 году переведена на переменный ток 25 кВ.
10 июля 1944 года восстановлено бесперебойное железнодорожное сообщение между Минераловодской узловой станцией и курортными городами Кавминвод.

## Пригородное сообщение по станции
По состоянию на март 2016 года по станции курсировали следующие поезда пригородного сообщения:
| № поезда | Маршрут движения              | № поезда | Маршрут движения              |
| -------- | ----------------------------- | -------- | ----------------------------- |
| 6101     | Кисловодск — Минеральные Воды | 6102     | Минеральные Воды — Кисловодск |
| 6103     | Кисловодск — Минеральные Воды | 6104     | Минеральные Воды — Кисловодск |
| 6105     | Кисловодск — Минеральные Воды | 6106     | Минеральные Воды — Кисловодск |
| 6107     | Кисловодск — Минеральные Воды | 6108     | Минеральные Воды — Кисловодск |
| 6109     | Кисловодск — Минеральные Воды | 6110     | Минеральные Воды — Кисловодск |
| 6111     | Кисловодск — Минеральные Воды | 6112     | Минеральные Воды — Кисловодск |
| 6113     | Кисловодск — Пятигорск        | 6122     | Пятигорск — Кисловодск        |
| 6115     | Кисловодск — Минеральные Воды | 6114     | Минеральные Воды — Кисловодск |
| 6117     | Кисловодск — Минеральные Воды | 6116     | Минеральные Воды — Кисловодск |
| 6119     | Кисловодск — Минеральные Воды | 6118     | Минеральные Воды — Кисловодск |
| 6121     | Кисловодск — Минеральные Воды | 6120     | Минеральные Воды — Кисловодск |
| 6123     | Кисловодск — Минеральные Воды | 6124     | Минеральные Воды — Кисловодск |
| 6125     | Кисловодск — Лермонтовская    | 6132     | Лермонтовская — Кисловодск    |
| 6127     | Кисловодск — Минеральные Воды | 6126     | Минеральные Воды — Кисловодск |
| 6129     | Кисловодск — Минеральные Воды | 6128     | Минеральные Воды — Кисловодск |
| 6131     | Кисловодск — Пятигорск        | 6136     | Пятигорск — Кисловодск        |
| 6133     | Кисловодск — Минеральные Воды | 6130     | Минеральные Воды — Кисловодск |
| 6135     | Кисловодск — Минеральные Воды | 6134     | Минеральные Воды — Кисловодск |
| 6137     | Кисловодск — Минеральные Воды | 6138     | Минеральные Воды — Кисловодск |
| 6139     | Кисловодск — Минеральные Воды | 6140     | Минеральные Воды — Кисловодск |
| 6141     | Кисловодск — Лермонтовская    | 6146     | Лермонтовская — Кисловодск    |
| 6143     | Кисловодск — Минеральные Воды | 6142     | Минеральные Воды — Кисловодск |
| 6145     | Кисловодск — Минеральные Воды | 6144     | Минеральные Воды — Кисловодск |
| 6147     | Кисловодск — Минеральные Воды | 6148     | Минеральные Воды — Кисловодск |

До 2004 года станция Ессентуки являлась конечной для некоторых пригородных электропоездов, следовавших от станции Минеральные Воды.

## Дальнее следование по станции
По состоянию на декабрь 2021 год по станции курсировали следующие поезда дальнего следования:

### Круглогодичное движение поездов
| № поезда           | Маршрут движения              | № поезда       | Маршрут движения              |
| ------------------ | ----------------------------- | -------------- | ----------------------------- |
| 3 «Кавказ»         | Кисловодск — Москва           | 4 «Кавказ»     | Москва — Кисловодск           |
| 3 «2-этажный»      | Кисловодск — Москва           | 4 «2-этажный»  | Москва — Кисловодск           |
| 49                 | Кисловодск — Санкт-Петербург  | 50             | Санкт-Петербург — Кисловодск  |
| 59                 | Кисловодск — Новокузнецк      | 60             | Новокузнецк — Кисловодск      |
| 97                 | Кисловодск — Тында            | 98             | Тында — Кисловодск            |
| 99                 | Кисловодск — Нижний Новгород  | 100            | Нижний Новгород — Кисловодск  |
| 111                | Кисловодск — Орск             | 112            | Орск — Кисловодск             |
| 143                | Кисловодск — Москва           | 144            | Москва — Кисловодск           |
| 425                | Кисловодск — Симферополь      | 426            | Симферополь — Кисловодск      |
| 445                | Кисловодск — Екатеринбург     | 446            | Екатеринбург — Кисловодск     |
| 643                | Кисловодск — Адлер            | 644            | Адлер — Кисловодск            |
| 681                | Кисловодск — Минеральные Воды | 682            | Минеральные Воды — Кисловодск |
| 809 «Ласточка»     | Кисловодск — Ростов-на-Дону   | 810 «Ласточка» | Ростов-на-Дону — Кисловодск   |
| 809/817 «Ласточка» | Кисловодск — Краснодар        | 818 «Ласточка» | Краснодар — Кисловодск        |

### Сезонное движение поездов
| № поезда | Маршрут движения | № поезда | Маршрут движения |
| -------- | ---------------- | -------- | ---------------- |

## Происшествия
5 декабря 2003 года во втором вагоне пригородного электропоезда Кисловодск — Минеральные Воды в 7:42 (по московскому времени) при подъезде к железнодорожному вокзалу станции произошёл взрыв, в результате которого 36 человек погибли, ранения получили 155. Взрывное устройство сработало когда до остановки электропоезда оставалось 400 метров. Со слов очевидцев, две женщины внесли в вагон большую сумку и за несколько минут до взрыва выпрыгнули из вагона.
Бомба была взорвана дистанционно. Тела пострадавших вытаскивали из взорванного вагона, который после взрыва завалился на бок. По сообщению представителя МЧС РФ ещё 7 человек оказались зажатыми внутри искорёженного вагона, но спасатели к ним не успели — 6 человек скончались, а 1 доставили в больницу в крайне тяжёлом состоянии. На месте происшествия работали 16 бригад скорой помощи, спасатели из Кисловодска и Ставрополя, пострадавших доставляли в больницы Ессентуков и Предгорного района.
Взрыв в электропоезде пришёлся на то время, когда в нём ехало большое количество людей на работу и учёбу. Он был настолько мощным, что вагон разорвало на две части. По предварительной оценки мощность его составляла до 10 кг в тротиловом эквиваленте. Взрывное устройство было начинено болтами и гайками. Сразу после взрыва в вагоне вспыхнул пожар. Возбуждено уголовное дело по двум статьям УК РФ — 205 (терроризм) и 105 ч.2 (умышленное убийство двух и более лиц).
Эта происшествие стало вторым после взрыва этого же самого пригородного электропоезда, случившегося 3 октября 2003 года вблизи станции Подкумок.